# Dedham (Massachusetts)
Dedham ist eine US-amerikanische Kleinstadt und County Seat des Norfolk County im Bundesstaat Massachusetts. Die Stadt ist Teil der Metropolregion Greater Boston. Das U.S. Census Bureau hat bei der Volkszählung 2020 eine Einwohnerzahl von 25.364 ermittelt.

## Geschichte
Dedham wurde 1635 von Menschen aus Roxbury und Watertown besiedelt und 1636 als Gemeinde gegründet. Es wurde der County Seat von Norfolk County, als dieses am 26. März 1793 aus Teilen von Suffolk County gebildet wurde. Als die Stadt eingemeindet wurde, wollten die Bewohner sie „Contentment“ nennen. Der Massachusetts General Court überstimmte sie und benannte die Stadt nach Dedham in England, wo einige der ursprünglichen Bewohner geboren worden waren.

## Demografie
Nach einer Schätzung von 2019 hat Dedham 25.219 Bewohner. Die Bevölkerung teilt sich im selben Jahr auf in 84,3 % Weiße, 8,2 % Afroamerikaner, 0,1 % amerikanische Ureinwohner, 2,7 % Asiaten, 0,1 % Ozeanier und 2,5 % mit zwei oder mehr Ethnizitäten. Hispanics oder Latinos aller Ethnien machten 8,7 % der Bevölkerung von Dedham aus. Das mittlere Haushaltseinkommen lag bei 100.757 US-Dollar und die Armutsquote bei 4,5 %. Über 30 % der Einwohner gaben bei der Volkszählung 2010 eine irische Abstammung an.

## Bildung
In Dedham befindet sich ein Ablegercampus der Northeastern University.

## Söhne und Töchter der Stadt
- Ebenezer Gay (1696–1783), Theologe
- Fisher Ames (1758–1808), Politiker
- LeBaron Bradford Colt (1846–1924), Politiker
- George F. Williams (1852–1932), Politiker
- Weaver W. Adams (1901–1963), Schachspieler
- Connie Hines (1931–2009), Schauspielerin
- Jacques d’Amboise (1934–2021), Tänzer
- Leon A. Edney (* 1935), Admiral
- Anita Shreve (1946–2018), Schriftstellerin